# Ryley (Alberta)
Ryley ist eine Gemeinde im Zentrum von Alberta, Kanada, welche seit 1910 den Status eines Dorfes (englisch Village) hat. Sie liegt in der Region Zentral-Alberta, etwa 90 Kilometer südöstlich von Edmonton. Die Gemeinde liegt am Rande des Palliser-Dreiecks und beherbergt den Verwaltungssitz des Beaver County.
Die Gegend ist, wie ein großer Teil der Great Plains, von der Landwirtschaft geprägt.

## Demographie
Der Zensus im Jahr 2016 ergab für die Gemeinde eine Bevölkerungszahl von 483 Einwohnern, nachdem der Zensus im Jahr 2011 für die Gemeinde noch eine Bevölkerungszahl von 331 Einwohnern ergab. Die Bevölkerung hat dabei im Vergleich zum letzten Zensus im Jahr 2011 entgegen der Entwicklung in der Provinz um 2,8 % abgenommen, während der Provinzdurchschnitt bei einer Bevölkerungszunahme von 11,6 % lag. Im Zensuszeitraum 2006 bis 2011 hatte die Einwohnerzahl in der Gemeinde noch leicht unterdurchschnittlich um 8,5 % zugenommen, während sie im Provinzdurchschnitt um 10,8 % zunahm.

## Verkehr
Ryley ist für den Straßenverkehr gut erschlossen und liegt am Alberta Highway 14, welcher in Ost-West-Richtung die Gemeinde passiert. Weiterhin liegt die Gemeinde an einer Eisenbahnstrecke der Canadian Pacific Railway.